# 塘沽区

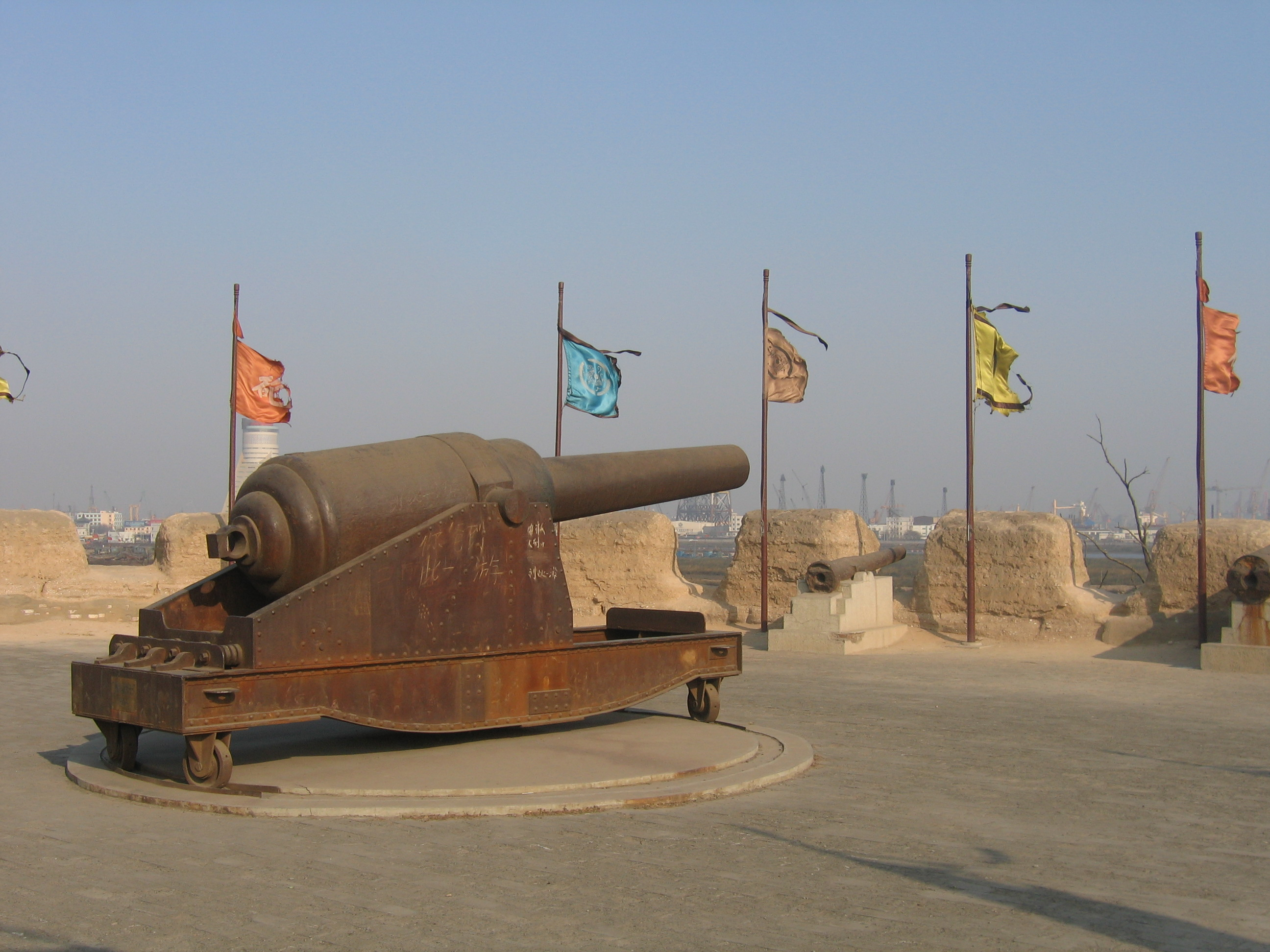
大沽砲台

塘沽区（とうこく、タンクーく、拼音: Tánggū）は中華人民共和国天津市にかつて設置された市轄区。渤海の海岸に位置し、海河の河口がある。天津市中心部からは海河を50kmほど下った位置にあり、華北地区の重要港湾である天津港は塘沽の臨海地域を中心とされていた。
2009年10月21日、塘沽区、漢沽区、大港区の三市轄区は合併し、新たに副省級区である浜海新区が設置された。

## 地理
塘沽周辺は、巨大なコンテナターミナルがあるほか、精油所、石油化学コンビナート、製塩工場、造船基地などが集積する工業地帯である。中国最大の塩業企業である「天津鹸廠」は、1880年に北洋水師が開設した工場や、中国の化学工業の黎明期を担った「黄海学社」に由来するなど、中国の近代工業の発祥の地の一つでもある。また1980年代の改革開放後、「天津経済技術開発区」（Tianjin Economic-Technological Development Area、略称: TEDA、泰達、テダ）や「天津港保税区」「国家海洋ハイテク開発区」などの工業団地が設けられ多くの外資系企業が進出している。
塘沽には91.2kmの遠浅の海岸線と38kmにわたり域内を流れる海河があるほか、水面面積が63平方kmにおよぶなど、淡水や海水の恵みと関わりが深い。水産資源は豊富であり、高潮帯にはカニ類が、中潮帯には魚類・エビ類・貝類などが多く繁殖し、渤海対蝦や梭子蟹などは中国の内外で品質や味の良さが知られていた。海で獲れる天然の水産物や、海水で養殖される水産物から海鮮料理などが発達したが、渤海の汚染や海河の河口堰建設により漁業全体が打撃を受けている。
水産資源のほかには地熱資源も豊富で、摂氏65度から78度の温泉が大量に湧き出している。
公共交通機関では、天津市中心部と塘沽との間の津浜軽軌鉄路が2005年に開通している。また海河に架橋された海河塘沽大橋は、主塔が一本の斜張橋としては世界第3位の規模である。

## 歴史
塘沽には全国重点文物保護単位に指定された重要な史跡もある。天津を守る大沽口砲台（大沽口炮台遺址、津門十景の一つにもなっている）や明の永楽年間に建設された古刹の潮音寺が残り、漁民・農民・製塩民らが共存してきた歴史もうかがえる。戦略上重要な場所であり古くから港としても栄えた。また塘沽協定はこの地で結ばれている。
行政区画としては1949年に設置された塘大区を前身とする。1952年に塘沽区と改称された。

## 行政区画
廃止直前の下部行政区画は下記の通り。
- 新村街道
- 解放路街道
- 三槐路街道
- 新港街道
- 向陽街道
- 杭州道街道
- 新河街道
- 大沽街道
- 北塘街道
- 渤海石油街道
- 胡家園街道
- 新城鎮